# Codex Athos Dionysius
- Papyrus
- Onciale
- Minuscules
- Lectionnaire

Le Codex Athous Dionysius, porte le numéro de référence Ω ou 045 (Gregory-Aland), ε 61 (Soden), est un parchemin manuscrit en écriture grecque onciale. 

## Description
Le codex se compose de 259 folios. Il est écrit sur deux colonnes, 19 lignes par colonne. Les dimensions du manuscrit sont de 22 x 16 cm,. 
Ce manuscrit contient le texte presque complet des Évangiles, il manque juste Luc 1,15-28. 
Les paléographes sont unanimes pour dater ce manuscrit du IXe siècle. 
L'écriture du codex est de type byzantin. Kurt Aland le classe en Catégorie V. 
Il contient le récit de Jésus et la femme adultère (Jean 7,53-8,11).
Il est conservé au Monastère de Dionysiou (10) 55 du Mont Athos.